# Zuiderzeeland
Placé sous l'autorité de l'Office des eaux des Pays-Bas, l'Office des eaux du Zuiderzeeland assure la gestion des eaux dans la zone néerlandaise du Zuiderzeeland, celle-ci correspondant à la province du Flevoland avec quelques petites parties frontalières de l'Overijssel et de la Frise.
Il est responsable de 150 000 hectares de terres et de 400 000 habitants.

## Les chiffres
- 150 000 hectares superficie de terres
- 100 000 hectares superficie d'eau
- 265 km digues
- 1 200 km de routes
- 5 000 km de voies navigables soumises à écluses
- 7 stations de pompages principales
- 380 000 habitants
- 5 sous-stations de pompage
- 59 stations de pompage des eaux usées et de canalisations associées
- 5 usines de traitement des eaux usées.

## Usines
La zone comprend sept stations de pompage:
- Station de pompage Vissering (Urk) et la Station de pompage Buma (Lemmer/Rutten) draine la partie inférieure du Noordoostpolder (39 000 hectares).
- Station de pompage Smeenge (Kraggenburg) draine le nord-est du Noordoostpolder (9.000 hectare).
- Station de pompage Wortman (Lelystad) draine le sud et l'est du flevopolder.
- Station de pompage Blocq van Kuffeler (Almere) draine l'ouest du Flevopolder.
- Station de pompage Lovink (Harderhaven (Harderwijk)) draine l'est et le sud du Flevopolder.
- Station de pompage Colijn (Ketelhaven) draine l'est du Flevopolder.